# Ilattia colon
Ilattia colon là một loài bướm đêm trong họ Noctuidae.